# Blay
Blay (/bley/) là một xã ở tỉnh Calvados, thuộc vùng Normandie ở tây bắc nước Pháp.